# 图伦加利拉交响曲
图伦加利拉交响曲（Turangalîla-Symphonie）是奥利维埃·梅西安（1908-92）在1946年至1948年受謝爾蓋·庫塞維茲基委托为波士顿交响乐团创作的大型管弦乐作品。
这部交响曲于1949年12月2日由伦纳德·伯恩斯坦指挥在波士顿首演，委托书中没有明确规定乐曲的时长、管弦乐要求和风格，等于将决定权留给了作曲家。 原初是库塞维茨基被安排指挥首演，但他却病倒了，于是这个任务落到了年轻的伯恩斯坦身上。  伯恩斯坦被誉为“最理想的指挥家，并且使梅西安的名字更加广为人知。” 首演中由后来成为梅西安第二任妻子的伊冯娜·洛里奥德担任钢琴独奏，吉内特·马特诺特在第一场和随后的几场演出中负责演奏马特诺琴。
从1953年开始，伊冯娜的妹妹让娜·洛里欧德在许多演出和录音中担任马特诺琴的演奏者。

## 创作理念
虽然梅西安的大部分作品都是以宗教为灵感，但在创作这部交响曲时，梅西安却被《特里斯坦与伊索尔德》中的神话所吸引，《图伦加利拉交响曲》成为了他浪漫、爱情和死亡主题的三部曲中的核心作品，其他两部作品是为钢琴与女高音创作的《阿拉维》和为无伴奏合唱团创作的《五首叠歌》。 图伦加利拉交响曲被认为是20世纪的杰作，它典型的演出时长约80分钟。当被问及作品十个乐章的时长意义以及使用马特诺琴的原因时，梅西安简单地回答说：“这是一首情歌。”
虽然早在1944年梅西安的《对圣婴耶稣的二十凝视》中就出现了与半音对应的音阶概念（即十二音技法），但在图伦加利拉交响曲第二乐章的开头插曲中第一次出现了把音符持续时间安排成固定的序列，这是标志着整体序列主义概念形成中迈出的重要历史性一步。
作品的标题及其乐章的标题是梅西安在列出作品的乐章清单后才确定的，他在1947-1948年的信件中描述了他是从两个梵文单词turanga（图伦加）和līlā（利拉）中得出了这个标题，他这样解释：
利拉（“Lîla”）的字面意思是游戏—但游戏的意义是对宇宙的神圣行动，是创造、毁灭、重建的游戏，是生命和死亡的游戏，“利拉 ”同时也有爱的意思。“图伦加”是奔跑的时间，像一匹奔腾的马；像流动的时间，像沙漏中的沙子。“图伦加”是运动和节奏。因此，“图伦加利拉”既是情歌，又是欢乐、时间、运动、节奏、生死的赞歌。
梅西安形容《图伦加利拉交响曲》的快乐是 “超人的、溢出的、盲目的、无限的”。 
在1990年梅西安对作品进行了修改。 

## 乐器使用
这首曲子是为以下乐器所作：
| 独奏钢琴 马特诺琴 木管组 1支 短笛 2支 长笛 2支 双簧管 1支 英国管 2支 单簧管 1支 低音單簧管 3支 巴松 铜管组 4把 圆号 3把 小号 1把 高音小号（D） 1把 短号 3把 长号 1把 大号 | 打击乐组 (8至11名打击乐手) 颤音琴 金属钟琴 三角铁 西洋木鱼 响木 钹 锣 铃鼓 沙锤 小鼓 普罗旺斯小鼓 大鼓 管钟 钢片琴 弦乐组 32把 小提琴 14把 中提琴 12把 大提琴 10把 低音提琴 |

曲子里同时要求了钢琴的几段华彩。

## 循环主题

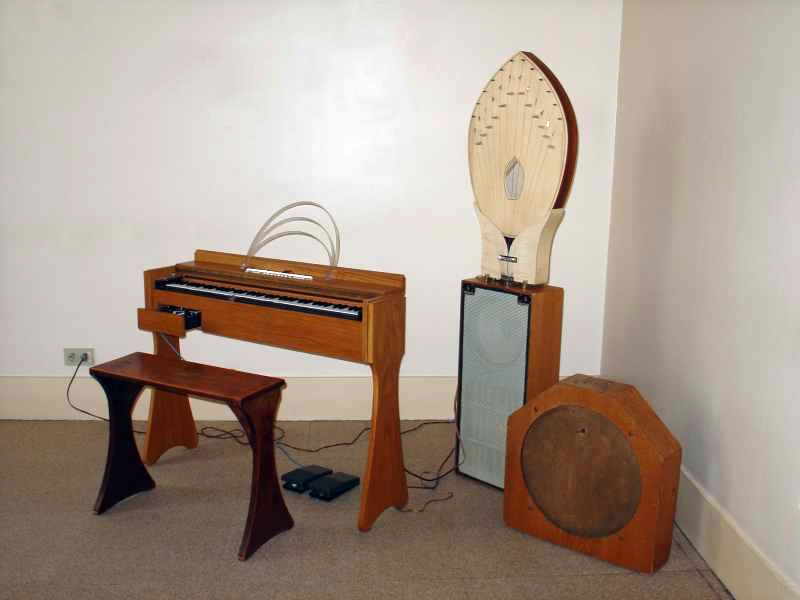
马特诺琴是一种电子乐器，用于图伦加利拉交响曲中的感性和戏剧性部分，如 “爱情主题”

梅西安在写这部作品时，确定了四个循环主题并且这些主题在整个作品中反复出现；还有其他主题是每个乐章所特有的。 在乐谱中这些主题是有编号的，不过但在后来的著作中梅西安给这些主题起了名字以便于识别，但并没有打算赋予这些名字有其他的或者文学上的意义。
由长号和大号引入的是雕像主题。梅西安认为它具有墨西哥古代纪念碑式的压迫性以及可怕的残暴性所以一直让人感到恐惧。它的演奏速度很慢，很沉重。
花的主题由两支单簧管引入。
爱情主题从第6乐章的沉静弦乐到终曲高潮的全部齐奏以多种不同的形式出现。